# Rafael Márquez (pugile)
Rafael Márquez Méndez (Città del Messico, 25 marzo 1975) è un ex pugile messicano.
È stato campione mondiale in due categorie di peso, avendo vinto i titoli IBF ed IBO dei pesi gallo e WBC e The Ring nella categoria dei supergallo. Márquez è soprattutto noto per la sua rivalità con Israel Vázquez, culminata in quattro memorabili incontri e considerata tra le più emozionanti del pugilato moderno.
Suo fratello maggiore Juan Manuel è anch'egli pugile professionista ed ex campione del mondo.

## Carriera professionale
Márquez compie il suo debutto da professionista il 14 settembre 1995, venendo sconfitto dal connazionale ed ex campione WBC dei gallo Victor Rabanales per KO all'ottava ripresa.